# Eopie
Un eopie es una especie animal del universo de Star Wars. Podemos verlos en los episodios I y II.
Estos seres cuadrúpedos poseen una larga trompa que cuelga sobre su hocico (equivalentes a grandes camellos). Son herbívoros y se sabe que tienen mucha resistencia a los viajes largos a través de los desiertos de su planeta nativo Tatooine.
Los comerciantes de Tatooine suelen alquilarlos a los forasteros para su transporte a través de las dunas.